# 革新官僚
革新官僚（かくしんかんりょう）とは、革新派の政策を推進した官僚たちの呼称である。
特に1937年に内閣調査局を前身とする企画庁が、日中戦争の全面化に伴って資源局と合同して企画院に改編された際、同院を拠点として戦時統制経済の実現を図った官僚層のことをさす。のちに国家総動員法などの総動員計画の作成に当たった。

## 概説

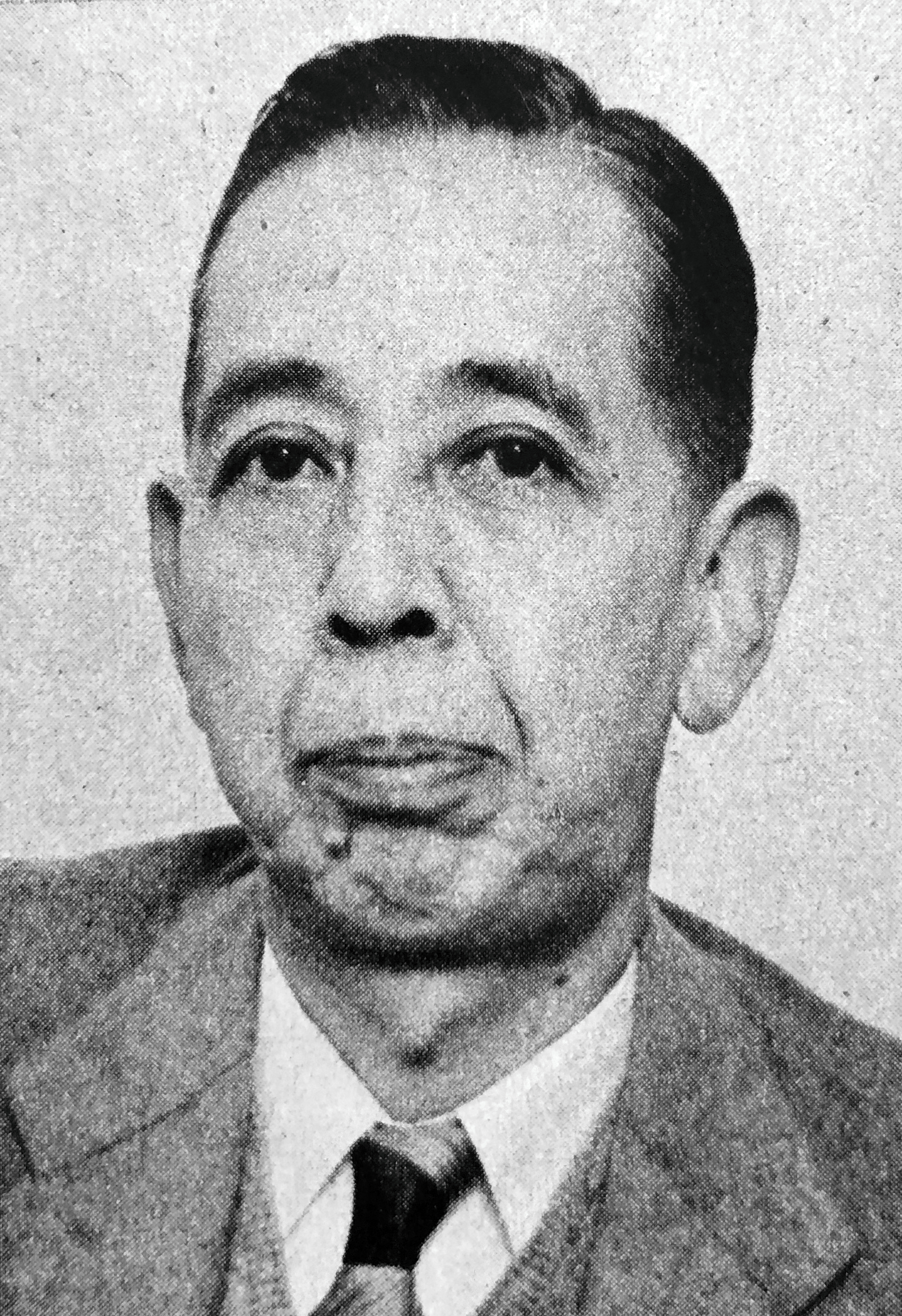
岸信介。革新官僚の代表格とされる。

「新官僚」は、1920年代に現れた疑似右翼的な官僚層を指して使われた語で、のちの新々官僚と区別し、新官僚を「革新官僚」とも呼ぶようになった。
逓信省出身の奥村喜和男が電力国家管理案を実現してから注目されるようになった。星野直樹企画院総裁、岸信介商工次官ら満洲で経済統制の実績を挙げていた高級官僚、および美濃部洋次、毛里英於菟（ひでおと）、迫水久常らの中堅官僚が知られる。モデルはソ連の計画経済であり、秘密裡にはマルクス主義が研究されていた。現に革新官僚たちはソ連の五カ年計画方式を導入した（第7回コミンテルン世界大会と人民戦線も参照）。革新的・社会主義的な立案を行ったため、「共産主義」として小林一三らの財界人や平沼騏一郎ら右翼勢力から強い反発を受け、1941年に企画院事件を生じた。
その特徴は、第一次世界大戦後のグローバルな政治・経済・社会の変化から強い刺激を受け、自分たちが「世界史的大変動」の中に位置しているというイメージで事態を理解しようとしたことにある。世界の構造を分析するための方法論としてマルクス主義から影響を受けた。

## 政党の後退と官僚の進出
齋藤内閣が帝人事件で総辞職すると、最後の元老である西園寺公望は後継首班の決定を総理大臣経験者、枢密院議長、内大臣とで構成する重臣会議で決定し、奉答することにした。7月3日の齋藤の辞表提出後、重臣会議の推薦によって岡田啓介元海軍大臣が組閣することになる。岡田内閣は当時の二大政党であった政友会と民政党に協力を求め、両党から5名の入閣があった。しかし、途中で政友会が入閣を拒絶し、入閣した逓信大臣の床次竹二郎、農林大臣の山崎達之輔、鉄道大臣の内田信也は政友会から除名されてしまった。齋藤内閣に比べて岡田内閣の政党出身の閣僚の地位は低く、政友会との関係も悪く、政党勢力は後退したといえる。
これに代わって勢力を伸張したのが官僚であった。特に齋藤内閣の農林大臣として活躍し、新官僚の代表的存在とされていた後藤文夫が内務大臣になったことは、その象徴であった。岡田内閣は基盤強化のため、内閣審議会と内閣調査局を設置した。この内閣調査局の局長には、新官僚のリーダー格とされていた吉田茂（内務官僚）が任命され、調査官の中には陸軍大佐の鈴木貞一、逓信省出身の奥村喜和男、農林省出身の和田博雄など革新官僚の姿もあった。

## 主要な人物
※が記されている人物はいずれも企画院事件、または満鉄調査部事件で治安維持法違反の容疑で検挙されている。

### 企画院官僚
- 井口東輔  ※
- 稲葉秀三  ※
- 植村甲午郎
- 大原豊  ※
- 岡倉古志郎  ※
- 奥山貞二郎  ※
- 小沢正元  ※
- 勝間田清一  ※
- 川崎巳三郎  ※
- 佐多忠隆  ※
- 沢井武保  ※
- 芝寛  ※
- 鈴木貞一
- 竹本孫一
- 玉城肇  ※
- 直井武夫  ※
- 正木千冬  ※
- 美濃口時次郎
- 八木沢善次  ※
- 和田耕作  ※

### 陸軍官僚
- 秋永月三
- 岩畔豪雄
- 永田鉄山（統制派）
- 花野吉平[1]

### 海軍官僚
- 阿部嘉輔
- 伍堂卓雄

### 文部官僚
- 伊東延吉
- 粟屋謙
- 紀平正美
- 井上孚麿
- 吉田熊次

### 司法官僚
- 有馬忠三郎
- 安住時太郎
- 石田和外
- 池田寅二郎
- 泉二新熊
- 今村恭太郎
- 井本臺吉
- 岩村通世
- 岩田宙造
- 鵜澤總明
- 鬼丸義斎
- 岡慶治
- 小川平吉
- 小原直
- 木内曾益
- 木村篤太郎
- 木村尚達
- 倉富勇三郎
- 小山松吉
- 佐々木保蔵
- 塩野季彦
- 杉本時三郎
- 霜山精一
- 鈴木喜三郎
- 長島毅
- 中野並助
- 名川侃市
- 西久保良行
- 竹内寿平
- 田中伊三次
- 田中萬一
- 塚崎直義
- 豊原清作
- 原嘉道
- 平松市蔵
- 横田正俊
- 花村四郎
- 花村仁八郎
- 林頼三郎
- 馬場義続
- 平沼騏一郎
- 深川田次郎
- 堀江専一郎
- 松阪広政
- 松本烝治
- 光行次郎
- 三淵忠彦
- 宮城長五郎
- 柳川真文
- 山内確三郎
- 渡邊千冬

### 商工官僚
- 岸信介
- 美濃部洋次
- 椎名悦三郎
- 吉野信次
- 帆足計
- 橋井真
- 竹内可吉
- 黒田鴻伍

### 逓信官僚
- 大和田悌二
- 奥村喜和男[2]
- 藤井崇治
- 松前重義

### 農林官僚
- 田中長茂
- 重政誠之
- 和田博雄 ※
- 井野碩哉
- 井野隆一
- 石黒忠篤
- 小平権一
- 周東英雄

### 大蔵官僚
- 迫水久常
- 毛里英於菟
- 原口武夫
- 藤井真信
- 山田竜雄
- 谷口恒二
- 賀屋興宣
- 河田烈
- 青木一男
- 渡辺武 (官僚)
- 石渡荘太郎
- 星野直樹

### 内務官僚
- 安井英二
- 相川勝六
- 安倍源基
- 唐沢俊樹
- 川村竹治
- 斎藤樹
- 菅太郎
- 高村坂彦
- 富田健治
- 西久保弘道
- 松井春生
- 吉田茂 (内務官僚)
- 松本学
- 大達茂雄
- 栗原美能留

### 鉄道官僚
- 柏原兵太郎

### 外務官僚
- 青木盛夫
- 有田八郎
- 内田藤雄
- 牛場信彦
- 甲斐文比古
- 栗原正
- 斉藤音次
- 佐藤忠雄
- 重松宣雄
- 白鳥敏夫
- 高瀬侍郎
- 仁宮武夫
- 日高信六郎
- 広田洋二
- 藤村信雄
- 古内広雄
- 松岡洋右
- 松宮順
- 宮川舩夫

## 評価
野口悠紀雄は、革新官僚が確立した「経済活動に対する政府の関与を強める」という考えに基づく戦時経済体制の基本思想を「1940年体制」と呼んでいる。野口によれば、その体制は第二次世界大戦後も日本にほぼそのままの形で生き残り、不足する資源・資金を石炭、鉄鋼などの基幹産業に重点的に配分する傾斜生産方式によって戦後の復興や高度経済成長・石油ショックへの対応において大きな役割を果たした。しかしそれは、当時の世界経済と技術の条件が1940年体制的な経済構造に有利に働いていたからだと野口は説明する。1980年代後半のバブル経済については、1980年代頃から始まる中国の工業化や情報通信技術の発展などの基本条件の変化によって市場経済の有効性が高まったことにより、1940年経済体制の有効性が失われたのにもかかわらず、従来の経済体制を維持しようとしたことの結果であると解釈している。そして1990年代以降の日本経済の長期的停滞(スタグフレーション)の原因は、大組織依存・政府依存という日本で未だに残っている「政府が経済成長を主導する」という考えのためであり、現代の世界では革新官僚の基本思想は既に時代遅れになっているとして日本政府に転換を勧めている。